# تفسير الرؤى في الإسلام
علم تفسير الرؤى في الإسلام ويسمى أيضا علم تعبير الرؤى أو تعبير الرؤيا هو علم شرعي إسلامي متكامل له قواعد مستنبطة من القرآن الكريم والحديث النبوي في الأساس وغير معترف به أكاديمياً ولا يُدرَّس بالجامعات والمعاهد المعتمدة. والهدف من هذا العلم هو تفسير الرؤى التي تكون من الله والتي لها معان وتفسيرات مفيدة للفرد أو المجتمع في أمور الدين والدنيا أو ما يعرف باسم الرؤيا الصادقة أو الصالحة وفقا للعقيدة الإسلامية ومذهب أهل السنة والجماعة.

## الرؤي وتفسيرها في القرآن الكريم
ورد تفسير الرؤي في القرآن الكريم في سورة يوسف بلفظ تأويل الأحاديث فقال تعالى: ﴿وَكَذَلِكَ يَجْتَبِيكَ رَبُّكَ وَيُعَلِّمُكَ مِنْ تَأْوِيلِ الْأَحَادِيثِ وَيُتِمُّ نِعْمَتَهُ عَلَيْكَ وَعَلَى آلِ يَعْقُوبَ كَمَا أَتَمَّهَا عَلَى أَبَوَيْكَ مِنْ قَبْلُ إِبْرَاهِيمَ وَإِسْحَاقَ إِنَّ رَبَّكَ عَلِيمٌ حَكِيمٌ ۝٦﴾ [يوسف:6]، ومن الرؤي التي وردت في القرآن الكريم:
- رؤيا نبي الله يوسف التي عبرها نبي الله يعقوب، فقال تعالى: ﴿إِذْ قَالَ يُوسُفُ لِأَبِيهِ يَا أَبَتِ إِنِّي رَأَيْتُ أَحَدَ عَشَرَ كَوْكَبًا وَالشَّمْسَ وَالْقَمَرَ رَأَيْتُهُمْ لِي سَاجِدِينَ ۝٤﴾
- رؤيا السجينين التي عبرها نبي الله يوسف، فقال تعالى: ﴿وَدَخَلَ مَعَهُ السِّجْنَ فَتَيَانِ قَالَ أَحَدُهُمَا إِنِّي أَرَانِي أَعْصِرُ خَمْرًا وَقَالَ الْآخَرُ إِنِّي أَرَانِي أَحْمِلُ فَوْقَ رَأْسِي خُبْزًا تَأْكُلُ الطَّيْرُ مِنْهُ نَبِّئْنَا بِتَأْوِيلِهِ إِنَّا نَرَاكَ مِنَ الْمُحْسِنِينَ ۝٣٦﴾، وجاء التأويل في قوله تعالى:﴿يَا صَاحِبَيِ السِّجْنِ أَمَّا أَحَدُكُمَا فَيَسْقِي رَبَّهُ خَمْرًا وَأَمَّا الْآخَرُ فَيُصْلَبُ فَتَأْكُلُ الطَّيْرُ مِنْ رَأْسِهِ قُضِيَ الْأَمْرُ الَّذِي فِيهِ تَسْتَفْتِيَانِ ۝٤١﴾
- رؤيا الملك التي عبرها نبي الله يوسف، فقال تعالى: ﴿يُوسُفُ أَيُّهَا الصِّدِّيقُ أَفْتِنَا فِي سَبْعِ بَقَرَاتٍ سِمَانٍ يَأْكُلُهُنَّ سَبْعٌ عِجَافٌ وَسَبْعِ سُنْبُلَاتٍ خُضْرٍ وَأُخَرَ يَابِسَاتٍ لَعَلِّي أَرْجِعُ إِلَى النَّاسِ لَعَلَّهُمْ يَعْلَمُونَ ۝٤٦ قَالَ تَزْرَعُونَ سَبْعَ سِنِينَ دَأَبًا فَمَا حَصَدْتُمْ فَذَرُوهُ فِي سُنْبُلِهِ إِلَّا قَلِيلًا مِمَّا تَأْكُلُونَ ۝٤٧ ثُمَّ يَأْتِي مِنْ بَعْدِ ذَلِكَ سَبْعٌ شِدَادٌ يَأْكُلْنَ مَا قَدَّمْتُمْ لَهُنَّ إِلَّا قَلِيلًا مِمَّا تُحْصِنُونَ ۝٤٨ ثُمَّ يَأْتِي مِنْ بَعْدِ ذَلِكَ عَامٌ فِيهِ يُغَاثُ النَّاسُ وَفِيهِ يَعْصِرُونَ ۝٤٩﴾ [يوسف:46–49]

## الروئ وتفسيرها في السنة النبوية
بدأ علم تفسير الرؤى في الإسلام منذ عهد النبي محمد ﷺ؛ إذ رويت عنه أحاديث في تفسيره للرؤى وتعليم قواعد تفسيرها للصحابة  ، وقد وردت آثار في كتب الحديث تدل على أن الصحابة والصحابيات قد فسروا الرؤى.
- قال ﷺ : «الرؤيا ثلاثة: منها أهاويل الشيطان ليحزن به ابن آدم، ومنها ما يهتم به في يقظته فيراه في منامه، ومنها جزءاً من ستة وأربعين جزءا من النبوة[12]»
- أتى النبي ﷺ رجل وهو يخطب فقال: «يا رسول الله رأيت فيما يرى النائم البارحة كأن عنقي ضربت، فسقط رأسي فاتبعته فأخذته ثم أعدته مكانه، فقال رسول الله ﷺ:إذا لعب الشيطان بأحدكم في منامه فلا يحدثن به الناس[13]»
- أن رجلاً أتى النبي ﷺ فقال: «إني رأيت الليلة في المنام ظلة تنطف السمن والعسل، فأرى الناس يتكففون منها، فالمستكثر منهم والمستقل، وإذا سبب واصل من الأرض إلى السماء، فأراك أخذت به فعلوت، ثم أخذ به رجل آخر فعلا به، ثم أخذه رجل آخر فعلا به، ثم أخذه رجل آخر فانقطع به، ثم وصل، فقال أبو بكر: يا رسول الله بأبي أنت والله لتدعني فأعبرها، فقال النبي صلى الله عليه وسلم «اعبر» قال: أما الظلة فالإسلام، أما الذي تنطف من العسل والسمن فالقرآن حلاوته تنطف، فالمستكثر من القرآن والمستقل، وأما السبب الواصل من السماء إلى الأرض فالحق الذي أنت عليه تأخذ به فيعليك الله، ثم يأخذ به رجل من بعدك فيعلو به، ثم يأخذ رجل آخر فيعلو به، ثم يأخذ رجل آخر فينقطع به ثم يوصل له فيعلو به، فأخبرني يا رسول الله بأبي أنت وأمي أصبت أم أخطأت؟ فقال النبي صلى الله عليه وسلم: «أصبت بعضاً، وأخطأت بعضاً» قال: فوالله يا رسول الله لتحدثني بالذي أخطأت، قال: «فلا تقسم»[14]».
- قال عبد الله بن سلام:«رَأَيْتُ رُؤْيَا عَلَى عَهْدِ النَّبِيِّ ﷺ فَقَصَصْتُهَا عَلَيْهِ, وَرَأَيْتُ كَأَنِّي فِي رَوْضَةٍ ذَكَرَ مِنْ سَعَتِهَا وَخُضْرَتِهَا وَسْطَهَا عَمُودٌ مِنْ حَدِيدٍ أَسْفَلُهُ فِي الْأَرْضِ وَأَعْلَاهُ فِي السَّمَاءِ فِي أَعْلَاهُ عُرْوَةٌ, فَقِيلَ لِي: ارْقَ, قُلْتُ: لَا أَسْتَطِيعُ فَأَتَانِي مِنْصَفٌ فَرَفَعَ ثِيَابِي مِنْ خَلْفِي فَرَقِيتُ حَتَّى كُنْتُ فِي أَعْلَاهَا فَأَخَذْتُ بِالْعُرْوَةِ, فَقِيلَ لَهُ: اسْتَمْسِكْ فَاسْتَيْقَظْتُ وَإِنَّهَا لَفِي يَدِي فَقَصَصْتُهَا عَلَى النَّبِيِّ ﷺ, قَالَ: تِلْكَ الرَّوْضَةُ الْإِسْلَامُ, وَذَلِكَ الْعَمُودُ عَمُودُ الْإِسْلَامِ, وَتِلْكَ الْعُرْوَةُ عُرْوَةُ الْوُثْقَى فَأَنْتَ عَلَى الْإِسْلَامِ حَتَّى تَمُوتَ, وَذَاكَ الرَّجُلُ عَبْدُ اللَّهِ بْنُ سَلَامٍ[15]»

## نبذة تاريخية عن علم تفسير الرؤى في الإسلام
- يعد محمد بن سيرين (ت110ھ) هو أشهر من قاموا بهذا العمل من التابعين. قال الإمام الذهبي (ت748ھ) عن محمد بن سيرين في كتاب سير أعلام النبلاء: جاء عن ابن سيرين في التعبير عجائب يطول الكتاب بذكرها، وكان له في ذلك تأييد إلهي.[16] وقد أورد أبو نعيم الأصبهاني (ت430ھ) في كتابه حلية الأولياء وطبقات الأصفياء آثارا وقصصا واردة عنه في تفسير الرؤى.[17]
- صنف الإمام اتبغوي (ت 516ھ) فصلاً طويلاً في كتابه شرح السنة (كتاب الرؤيا) تناول فيه العديد من تفسيرات ومعاني رموز الرؤى وكيفية استنباطها من القرآن الكريم والحديث الشريف. ويعتبر هذا الكتاب علامة مهمة في علم تفسير الرؤى في الإسلام.[18]
- كتب ابن حجر العسقلاني (ت852ھ) كتابا كبيرا كاملا في موسوعته فتح الباري بشرح صحيح البخاري (كتاب التعبير) يتناول فيه بالشرح أحاديث الرسول ﷺ في تفسير الرؤى، ويتوسع في رواية آثار مهمة وأراء موثوقة لطائفة من مفسري الرؤى المشهورين (أهل التعبير)، ويشرح مسائل أساسية في علم تفسير الرؤى. ويعتبر هذا الكتاب من الأصول المهمة والمفيدة في علم تفسير الرؤى.[19]
- وضع ابن قتيبة الدينوري (ت276ھ) كتابا غنيا في تفسير الرؤى أسماه تعبير الرؤيا تناول فيه بعض القواعد الأساسية المسخدمة في تفسير الرؤى بالإضافة إلى تفسيرات لبعض رموز الرؤى المهمة.[20]
- كتب الشهاب العابر (ت697ھ) كتابا أسماه البدر المنير في علم التعبير تناول فيه بعض فوائد وقواعد وأصول في علم تفسير الرؤى في الإسلام ثم أعقبها بشرح العديد من معاني رموز الرؤى.
- ذكر الحسن بن الحسين الخلال سبعمائة وخمسين مفسر رؤى في كتابة طبقات المعبرين (غير مطبوع) من المشاهير الذين ضربوا في هذا العلم وأخذوا منه بقسم.[21]
- صنَّف نصر بن يعقوب الدينوري (ت410ھ) كتاب التعبير القادري (مخطوط) سنة (397ھ) ذكر فيه أن المعبِّرين (مفسري الرؤى) سبعة آلاف وخمسمائة معبِّر، فاختار منها صاحب كتاب طبقات المعبرين ستمائة ورتبهم على خمس عشرة طبقة.[22]
- نظم عمر بن المظفر بن الوردي (ت749ھ) قصائد شعرية من ألف بيت لخص فيها العديد من أصول علم تفسير الرؤى في الإسلام وتفسيرات رموز الرؤى ووضعها في كتاب الألفية الوردية.

### مؤلفات تاريخية
- كتاب تفسير الأحلام أو تعبير الرؤيا وكتاب منتخب الكلام في تفسير الأحلام وهما منسوبان إلى محمد بن سيرين (مطعون في نسبتهما لابن سيرين[23])
- كتاب الإشارات في علم العبارات لغرس الدين خليل بن شاهين الظاهري (ت873ھ)
- كتاب تعطير الأنام في تعبير المنام لعبد الغني النابلسي (ت1143ھ)
- كتاب المعلم على حروف المعجم لابراهيم بن يحيى بن غنام المقدسي (ت779ھ) (مخطوط)

### مؤلفات حديثة
- كتاب هذا تأويل رؤياي للكاتب محمد مسعد ياقوت

## الأصول العامة لعلم تفسير الرؤى في الإسلام قديما وحديثا

### قواعد أساسية لتفسير الرؤى في الإسلام
- التفسير بالقرآن الكريم: كتفسير البيض في المنام بأنه النساء؛ لقول الله في القرآن الكريم: ﴿كَأَنَّهُنَّ بَيْضٌ مَكْنُونٌ ۝٤٩﴾ [الصافات:49]؛ أو كتفسير العروة بأنها عروة الوثقى أو الإسلام كما فسرها النبي محمد ﷺ؛ لقول الله في القرآن الكريم: ﴿لَا إِكْرَاهَ فِي الدِّينِ قَدْ تَبَيَّنَ الرُّشْدُ مِنَ الْغَيِّ فَمَنْ يَكْفُرْ بِالطَّاغُوتِ وَيُؤْمِنْ بِاللَّهِ فَقَدِ اسْتَمْسَكَ بِالْعُرْوَةِ الْوُثْقَى لَا انْفِصَامَ لَهَا وَاللَّهُ سَمِيعٌ عَلِيمٌ ۝٢٥٦﴾[24][25][26][27][28][29]
- التفسير بالحديث النبوي الشريف: كتفسير النخلة في المنام بأنها إنسان مسلم؛ لقول النبي محمد ﷺ: «مِنَ الشَّجَرِ شَجَرَةٌ تَكُونُ مِثْلَ الْمُسْلِمِ، وَهْىَ النَّخْلَةُ»[30]، أو تفسير اللبن في المنام بأنه الفطرة كما فسرها النبي محمد ﷺ.[31]
- التفسير بتشابه الأسماء: كتفسير شخص اسمه سعيد في المنام بالسعادة، أو عبد الشافي بالشفاء، أو رافع بالرفعة كما فسرها النبي محمد ﷺ.[32][33]
- التفسير بتشابه الأشكال والأحوال والأفعال: كالشخص في المنام يدل على شخص آخر يشبهه في شكل أو صفة أو عمل؛ أو كرؤيا أحد عشر كوكبا ساجدين تدل على أحد عشر أخ ساجدين كما جاء في رؤيا يوسف [34]
- التفسير بالضد وعكس المعنى وقلب المعنى: كتفسير الحزن بأنه فرح والخوف بأنه أمن والعجز بأنه قوة وتفسير رؤيا إنجاب الولد الأعور بإنجاب ولد صالح. وهذه القاعدة مستنبطة من أحاديث وآثار صحيحة رويت عن النبي ﷺ والصحابة  ولها ضوابط خاصة ولا يجب استخدامها إلا في رؤى معينة.[35]
- التفسير بالأمثال والكنايات والتعبيرات المجازية الدارجة: كقولهم «الصبر مفتاح الفرج» فيفسر المفتاح في المنام بأنه فرج بعد صبر، أو كقولهم: «القناعة كنز لا يفنى» فيفسر الكنز في المنام بالقناعة، أو كقولهم «نظيف اليد» كناية عن الأمانة، فتفسر اليد النظيفة في المنام بأنها أمانة صاحبها.[36]
- التفسير بالمعنى الشخصي: وتعني تفسير رمز الرؤيا بحسب دلالته التي تختلف من شخص لآخر كتفسير رؤيا السمك لمن يكره أكله في الواقع بأنه شيء مكروه، أو تفسير رؤيا الضب لمن يحب أكله في الواقع بأنه شيء محبوب أو تفسير رؤيا الفراولة لمن يتحسس أو يتضرر من أكلها في الواقع بسبب المرض بأنها ضرر.[37]
- التفسير بالزيادة والنقصان: كتفسير البكاء فرح إن كان بدون صراخ والقاذورات مال حلال إن كانت بدون رائحة كريهة.[36]

### الإطار العام لتفسير الرؤى في الإسلام
- ليس كل ما يراه النائم يكون له تفسير: لأن الرؤى في الإسلام تنقسم إلى ثلاثة أقسام: رؤيا صادقة وهي من الله ولها معان مهمة تنطبق على الواقع، ورؤيا من الشيطان، ورؤيا من حديث النفس. وهذان ليس لهما معنى أو تفسير.[38]
- تفسير الرؤيا لا يصدر إلا عن عالم: لا يجب أن يتصدر لتفسير الرؤى ولا يفتي فيها إلا عالم مسلم متخصص مشهود له بالعلم والصلاح والتمكن والثبات في هذا المجال.[39]
- الغالب على الرؤى أنها تكون رموزا: الأصل أن الرؤيا الصادقة لا تتحقق كما رآها الإنسان، بل يكون الغالب عليها أن تأتي على هيئة رموز لها معان مستترة ومختلفة عن الظاهر. وقد تتحقق الرؤيا الصادقة كما رآها الإنسان في بعض الأحيان بشكل استثنائي.[40]
- تفسير الرؤى قد يكون إجمالا أو تفصيلا: بعض الرؤى فسرها النبي محمد ﷺ إجمالا بكلمة واحدة أو بجملة، بينما فسر بعضها تفصيلا رمزا رمزا.
- تفسير الرؤيا له احتمالات متعددة يتحقق منها واحد فقط: قد يكون للرؤيا الواحدة تفسيرات محتملة متعددة يمكن أن تنطبق عليها كلها. ولكن يتحقق منها في الواقع واحد فقط.[41]
- تفسير الرؤى قد يدل على الماضي أو الحاضر أو المستقبل: فالعديد من الرؤى الصادقة قد يدل على أحداث سابقة أو جارية أو مستقبلية.
- تفسير الرؤيا الصحيح يدل على الغيب احتمالا: وفقا للعقيدة الإسلامية فإن المستقبل لا يعلمه يقينا إلا الله. لكن إذا فسرت الرؤيا تفسيرا صحيحا فربما تدل على أحداث تتحقق في المستقبل بدرجة من درجات الاحتمال. ويظل تحقق تفسيرها أو عدم تحققه في الواقع بيد الله ووفقا لمشيئته.[42][43][44]
- البشرى للمسلم الصالح: الأصل في تفسير رؤيا المسلم الصالح التبشير بالخير والسرور في الدين والدنيا والآخرة،[45][46] ويجوز تفسير رؤيا غير الصالح أو غير المسلم ويجوز أن تدل على البشرى بالخير والسرور أحيانا.[43]
- معرفة المفسر لأحوال الرائي: يجب أن يرتبط تفسير الرؤيا بالواقع، فلا يفسرها المفسر بما لا يتناسب مع الرائي أو لا يكون الرائي أهلا له كتفسير رؤيا بائع متجول بسيط غير متعلم في الهند أنه سيصبح واحدا من أقوى مرشحي سباق الرئاسة القادم في الولايات المتحدة، أو تفسير رؤيا أرملة كبيرة في السن لا تنجب بأن الله سيبارك لها في أولادها، أو تفسير رؤيا طبيب متمرس وقديم في مهنته بأنه سيصبح مهندسا له شأن، أو تفسير رؤيا شخص معادي للإسلام بأنه مسلم متدين يرضى الله عنه. ولهذا وجب على مفسر الرؤى معرفة أحوال الرائي واختيار التفسير الأنسب والأقرب لأحواله وظروفه وأفعاله في الدين والدنيا. وهذا المبدأ متفق عليه بين جميع علماء تفسير الرؤى السابقين في جميع كتبهم.[27]

## انتقادات معاصرة لعلم تفسير الرؤى في الإسلام
- في العصر الحديث تعرض علم تفسير الرؤى في الإسلام لهجوم قوي في وسائل الإعلام، وطعن في انتسابه للشريعة الإسلامية، واستنكار لوجوده من الأساس من قِبَل بعض الأطباء النفسيين أمثال يحيى الرخاوي وغيره، وبعض الدعاة الإسلاميين أمثال [47] مبروك عطية وغيره، وصلت إلى حد اعتبار الأخير أن تفسير الرؤى بالقرآن الكريم جريمة.[48][49] وقد زاد من حدة المشكلة ضعف المستوى العلمي والتأسيسي في هذا العلم لبعض المشتغلين به من المشاهير أو غيرهم.[50] وقد تزامن ذلك مع إهمال أغلب الباحثين في العلوم الشرعية الإسلامية البحث والتأليف في هذا العلم أو الرد العلمي على منتقديه.[51]
- اعتبر بعض الدعاة الإسلاميين أمثال محمد متولي الشعراوي ومحمد هداية[52] وغيرهم أن علم تفسير الرؤى هو مجرد موهبة إلهية وليس علما مكتسبا له قواعد يتم تدريسه أو تدارسه.[53][54] بينما اعتبر آخرون أمثال طارق السويدان وسالم عبد الجليل[55] أن علم تفسير الرؤى مقتصر على الأنبياء فقط دون غيرهم.[56][57]
- وقد بذلت جهود من قبل بعض الباحثين الشرعيين المسلمين في مجال علم تفسير الرؤى في الإسلام أمثال جمال حسين عبد الفتاح وغيره للرد على هذه الانتقادات وتفنيدها.[58][59][60][61][62][63]
- تعالت بعض الأصوات الإسلامية تحذر من ظهور دخلاء وأدعياء على علم تفسير الرؤى وتحذر من التعامل معهم، كما شددوا على ضرورة التوعية العامة للتمييز بين مفسر الرؤى المسلم صاحب العلم والدين وبين الجهلاء والنصابين والدجالين والمشعوذين والمنجمين.[64] في المقابل ظهرت أصوات إسلامية أخرى تنادي بضرورة وجود معايير علمية موضوعية وضوابط واضحة للتمييز بين مفسر الرؤى العالم وبين الجاهل مدعي تفسير الرؤى.[65]
- حدث جدال حول مشروعية أخذ الأجرة مقابل تفسير الرؤى، فبينما رفضه البعض، أجازه بعضهم كمقابل لبذل العلم والجهد ما دام المفسر حاذقا وصاحب علم حقيقي بتفسير الرؤى بشرط عدم المبالغة.[66]

## وصلات خارجية
- تفسير الرؤى من خلال القرآن لمحمد راتب النابلسي